# 長野県道339号新田坂城停車場線
長野県道339号新田坂城停車場線（ながのけんどう339ごう しんでんさかきていしゃじょうせん）は、長野県千曲市と埴科郡坂城町を結ぶ一般県道。

## 概要
千曲川左岸と坂城町中心部とを結ぶ路線である。

### 路線データ
- 起点：千曲市大字上山田字東組（力石北入口交差点＝長野県道77号長野上田線交点）
- 終点：しなの鉄道坂城駅

### 主な構造物

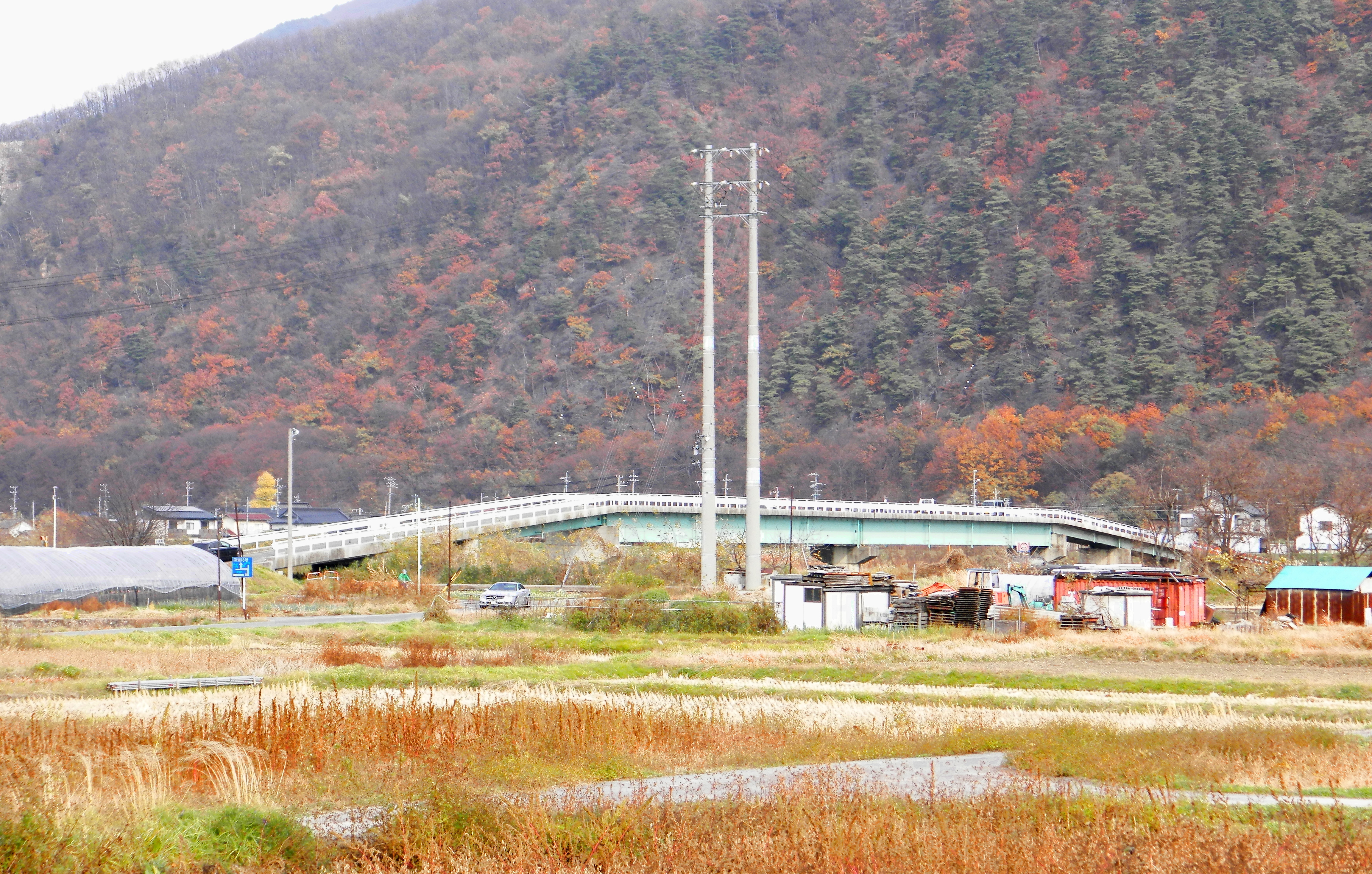
笄橋（千曲市側から）。橋の両端が坂になっており、堤防には達していない

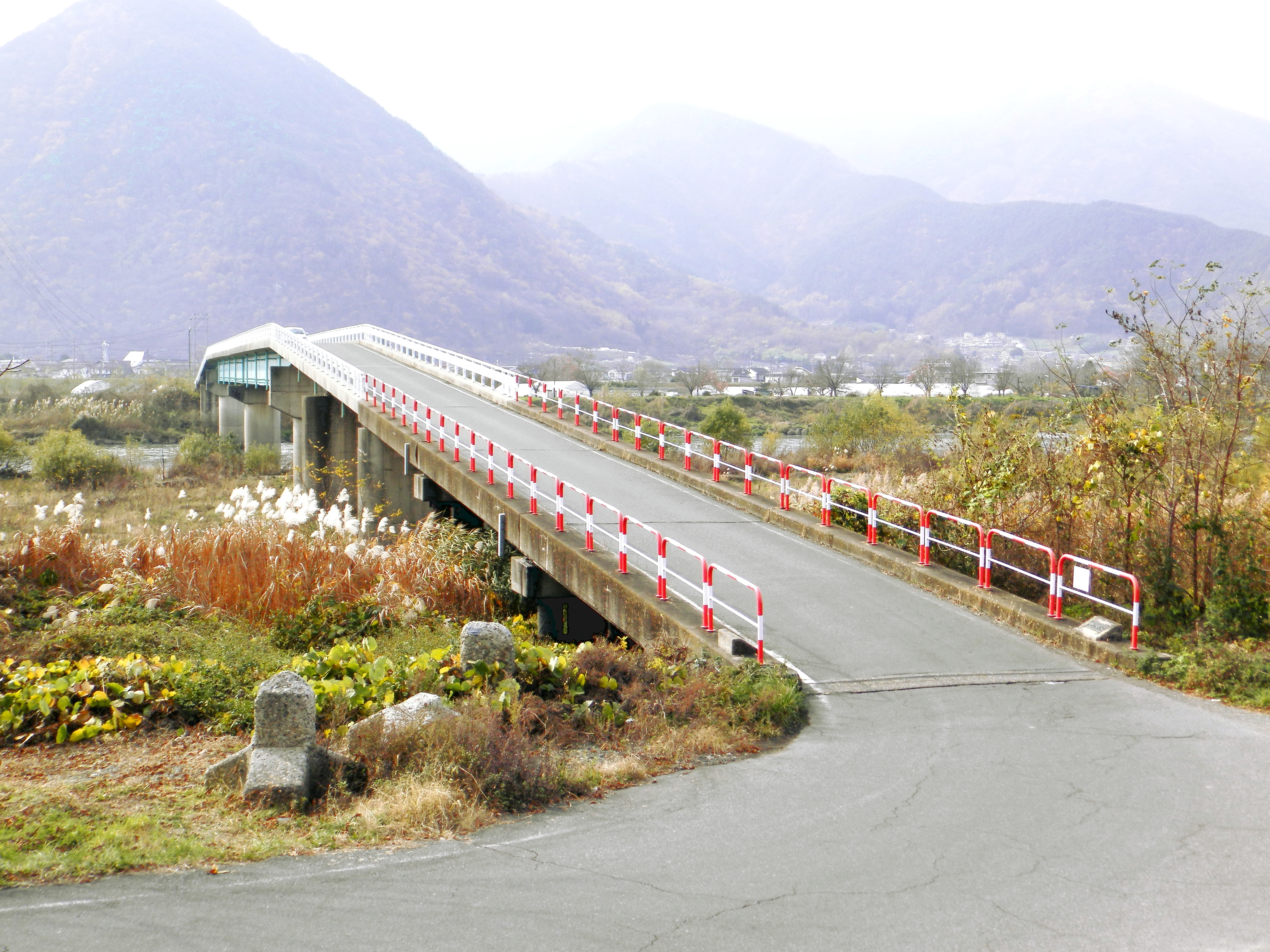
東側の坂城町刈谷原方向から見た笄橋。

- 笄橋（こうがいばし＝千曲市力石 - 埴科郡坂城町坂城苅屋原）
  - 全長：230.7m
  - 幅員：4.5m

千曲川に架かる橋梁。両端とも一旦堤防内に下りてから川を渡る（橋の両端が堤防まで達していない）という長野県道385号松代篠ノ井線の旧赤坂橋と同様の構造になっている。一度堤防に上り、堤防内に下ってから橋にアプローチするというルートをとるため、橋を渡るまでに千曲市側では実に6回も屈折する（坂城町側でも2回屈折する）。こうした構造のため、千曲川の水位による通行止め規制がある（後述）。なお、この場所は「笄の渡し」[1]があったとされる場所であるが、橋の形は、横からだと台形に見え、笄に似せたという後説の逸話がある。以前の橋は、低い位置に在り、大雨の度に川に沈んでいたため、もぐりの橋とも呼ばれていた。

- 大橋（おおはし＝埴科郡坂城町坂城）
  - 全長：10.5m
  - 幅員：5.5m

坂城町中心部の日名川に架かる橋梁。長野県道160号上室賀坂城停車場線の坂城大橋とは別。

## 沿革
2012年（平成24年）9月6日、長野上田線の力石北入口交差点から村上北交差点間の旧道部が区域からはずれたことにともない、力石北入口交差点から力石交差点間が新たに区域決定される。

## 通過する自治体
- 長野県
  - 千曲市 - 埴科郡坂城町

## 重複区間
- 国道18号（苅屋原交差点・坂城町坂城付近間）

## 異常気象時通行規制区間
- 坂城町坂城苅屋原（笄橋）
  - 通行止：千曲川の水位が生田観測所で1.9mを超えた場合[3]

## 交差・接続する道路
- 力石北入口交差点（千曲市上山田三本木＝起点）
  - 長野県道77号長野上田線（力石バイパス）
- 笄橋西詰（千曲市力石）
  - 長野県道462号上田千曲長野自転車道線
- 苅屋原交差点（坂城町坂城苅屋原）
  - 国道18号（北国街道） - ※重複区間ここから
- （坂城町坂城付近）
  - 国道18号（北国街道） - ※重複区間ここまで
- 坂城駅（坂城町坂城＝終点）
  - 長野県道160号上室賀坂城停車場線

## 周辺
- 坂城郵便局
- 坂木宿ふるさと歴史館
- 坂城駅